# 商務拓展
商務拓展是指一家企業為了发展和業務增长而進行的尋找新客戶的活動。小型或大型企業、非盈利或盈利性企业的此類活動的目的基本上都是為拓寬业务而服務。